# Blitarejo
Blitarejo is een bestuurslaag in het regentschap Pringsewu van de provincie Lampung, Indonesië. Blitarejo telt 2697 inwoners (volkstelling 2010).